# Земјанске Сади
Земјанске Сади (слч. Zemianske Sady) насељено је мјесто са административним статусом сеоске општине (слч. obec) у округу Галанта, у Трнавском крају, Словачка Република.

## Становништво
| Година:    | 1994. | 2004.   | 2014.   | 2024.   |
| ---------- | ----- | ------- | ------- | ------- |
| Број људи: | 852   | 880     | 859     | 852     |
| Разлика:   |       | +3,28 % | -2,38 % | -0,81 % |

| Година:    | 2023. | 2024.   |
| ---------- | ----- | ------- |
| Број људи: | 849   | 852     |
| Разлика:   |       | +0,35 % |

Према подацима о броју становника из 2011. године насеље је имало 847 становника.